# Grote duinkruiper
De grote duinkruiper (Harpalus serripes) is een keversoort uit de familie van de loopkevers (Carabidae). De wetenschappelijke naam van de soort werd in 1806 gepubliceerd door Conrad Quensel.